# Exocarpos luteolus
Exocarpos luteolus é uma espécie rara de planta com flor da família Santalaceae. É endémica no Havaí, onde é conhecida apenas na ilha de Kauai. Existem oito populações remanescentes, para uma população global total de apenas 39 indivíduos. A planta foi listada pelo governo federal como uma espécie em extinção dos Estados Unidos em 1994.
Esta planta está quase extinta devido a uma série de ameaças, principalmente destruição de habitats e degradação devido a cabras e porcos selvagens. Os ratos também consomem as sementes. Muitas espécies de plantas invasoras estão presentes no habitat, incluindo amora-preta (Rubus argutus), banana-poka (Passiflora tarminiana), margarida de Santa Bárbara (Erigeron karvinskianus), paii iha (Christella dentata), lantana (Lantana camara) e melaço (Melinis minutiflora).